# 阿爾孔斯河
阿爾孔斯河（法語：Arconce，法語發音：[aʁkɔ̃s]）是法國的河流，位於該國中部，屬於卢瓦尔河的右支流，河道全長99公里，流域面積599平方公里，平均流量每秒5.65立方米，發源自馬里，河口處在瓦雷讷圣日耳曼。

## 外部連結
- INSEE （页面存档备份，存于）